# Berhanu Bogale
Berhanu Bogale est un joueur éthiopien de football évoluant au poste de défenseur au sein du club de Dedebit FC.

## Carrière
Il évolue au Dedebit FC, où il arrive en 2010, après avoir commencé sa carrière professionnelle en 2007 dans le club d'EEPCO. Avec Dedebit, il remporte la Coupe d'Éthiopie en 2010.
Bogale compte 17 sélections en équipe nationale. Il inscrit son premier but international le 8 septembre 2007 lors d'une rencontre des éliminatoires de la CAN 2008 face à la Namibie (match nul 1-1).
En janvier 2013, il est appelé par le sélectionneur Sewnet Bishaw pour faire partie du groupe des 23 joueurs participants à la phase finale de la Coupe d'Afrique des nations 2013.

## Palmarès
- Coupe d'Éthiopie :
  - Vainqueur en 2010